# Sihelné
Sihelné este o comună slovacă, aflată în districtul Námestovo din regiunea Žilina. Localitatea se află la altitudinea de 710 m deasupra n.m., se întinde pe o suprafață de 14,41 km2 și în 2017 număra 2.154 de locuitori.

## Istoric
Localitatea Sihelné este atestată documentar din 1630.

## Demografie
| An:                | 1994 | 2004    | 2014   | 2024   |
| ------------------ | ---- | ------- | ------ | ------ |
| Număr de persoane: | 1821 | 2017    | 2109   | 2166   |
| Diferență:         |      | +10,76% | +4,56% | +2,70% |

| An:                | 2023 | 2024   |
| ------------------ | ---- | ------ |
| Număr de persoane: | 2186 | 2166   |
| Diferență:         |      | −0,91% |